# Los Fabulosos Cadillacs
Los Fabulosos Cadillacs es una banda argentina de ska proveniente de Buenos Aires y fundada en 1984. Llevan grabados 16 álbumes y a lo largo de sus distintas eras colaboraron con distintos artistas argentinos e internacionales, obteniendo en el medio un gran reconocimiento crítico y comercial. Varios de sus trabajos han sido incluidos en listas de mejores álbumes de rock latinoamericano (Al borde, Rolling Stone Argentina) y han recibido nominaciones y premios de MTV Latinoamérica, Premios Gardel, Fundación Konex y Grammy. 
Su último álbum de estudio se titula La salvación de Solo y Juan (2016), para cuya promoción realizaron festivales y conciertos en Latinoamérica, Estados Unidos, Europa y Asia.

## Historia

### Inicios y origen del nombre (1984-1985)
La historia de Los Fabulosos Cadillacs comienza en 1984, cuando se juntaron Mario Siperman, Aníbal Rigozzi, Vicentico y Flavio Cianciarulo. Provenían de bandas efímeras gestadas durante el colegio secundario entre 1982 y 1983, como Mantra, Spray, Maracaibo y Azur. Ninguno de ellos sabía de música, pero formaron una agrupación solo por el gusto de tocar siendo una banda subterránea. Tenían como influencias más fuertes a las bandas del revival del ska en Inglaterra, tales como Madness, The Specials, The Selecter o English Beat, y de ellos copiaban la imagen.
Luego de un tiempo fueron ingresando nuevos integrantes hasta llegar a ser ocho. A pesar de que después de un tiempo la banda fue rotando de músicos, las voces principales (Vicentico y Flavio Cianciarulo) nunca han cambiado.
Su primera presentación oficial con el nombre actual fue en un colegio de la Ciudad de Buenos Aires, con una presentación que no fue muy aceptada por el público. Apenas empezaron a circular el under, creció su convocatoria y llegaron a escenarios más grandes, radios y medios gráficos. En abril de 1986 grabaron su disco debut, Bares y fondas, editado ese mismo año.

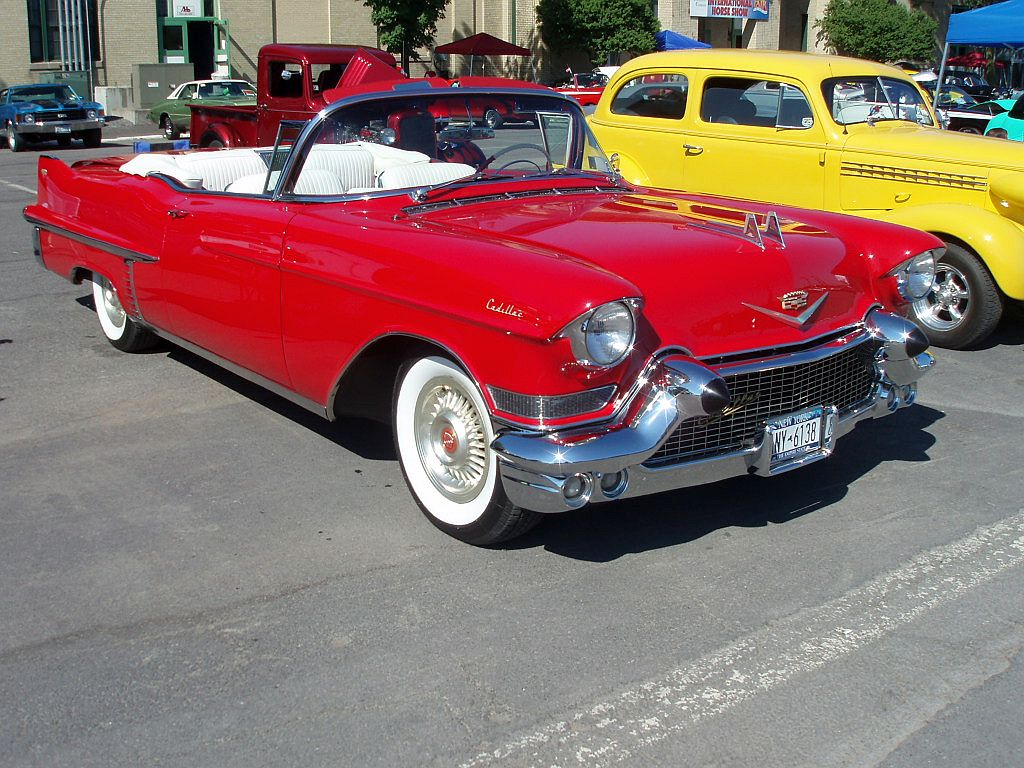
Modelo del auto que dio origen al nombre de la banda.

Por un corto tiempo el grupo se llamó Cadillacs 57, en honor al modelo de auto (de la marca de vehículos estadounidense Cadillac) del bajista del grupo, Flavio Cianciarulo y con el que alcanzaron a hacer algunas actuaciones. En una reunión que tuvieron en la casa de Vicentico, entre todos decidieron cambiar el nombre por consejo de su mánager entre 1985 y 1987, Poppy Manzanedo. De allí surgió el nombre definitivo, Los Fabulosos Cadillacs, y Naco Goldfinger diseñó el logo de la banda (el sombrero ska y su respectiva banda blanca y negra a cuadrados).

### Las críticas, la inexperiencia y el debut (1986)
En 1986 editaron su primer álbum Bares y fondas. El título tentativo era Noches cálidas en bares y fondas pero decidieron abreviarlo. Con este disco lograron darse a conocer ante el público. Aunque la recepción de la prensa fue negativa, les permitió comenzar a reunir un público fiel.
Los ensayos para Bares y fondas se realizaron en la discoteca Gaz en Olivos, donde también hicieron pequeños recitales, así como en Fire enfrente a la cancha de River Plate, lugar al que accedían porque su mánager era el DJ. La grabación se realizó en el estudio Moebio, con la producción de Daniel Melingo y bajo el sello discográfico Interdisc. 
La prensa criticó a Los Fabulosos Cadillacs principalmente por la inexperiencia y poco profesionalidad de sus músicos y por el contenido de las letras. Al respecto, Vicentico dijo:

En este país se tiene un concepto totalmente equivocado de lo que es una buena y una mala letra. La pauta es que la gente cree que Fricción es un grupo intelectual o que Baglietto es un buen compositor. No es así. Las letras de Los Twist son mil veces mejores que la de Fito Páez, por ejemplo. Son más inteligentes y describen la realidad mucho mejor. Creo que nosotros, por lo menos, no escribimos estupideces, que no decimos que está todo bien, que no somos ni Palito Ortega ni Soda Stereo.
Vicentico

Los sencillos promocionales fueron "Yo quiero morirme acá", "Silencio Hospital" y "Basta de llamarme así" (dedicada a Tamara, hermana de Vicentico). Tuvieron una repercusión importante y, a pesar del rechazo recibido por Bares y fondas, se constituyeron como clásicos del rock argentino en general y de la banda en particular. Gracias a este disco hicieron varias presentaciones con mucho éxito en el Teatro Astros de la ciudad de Buenos Aires.

### Reconocimiento y éxito:Yo te avisé!!(1987)
Su segundo disco fue llamado Yo te avisé!! y, a diferencia del anterior, incursiona en otros géneros aparte del ska, como el reggae y el dub. Su producción fue mucho más elaborada que la de Bares y fondas, muchas canciones ya venían siendo tocadas por la banda en sus recitales y contó con la presencia de Andrés Calamaro, quien poco tiempo atrás había dejado de ser parte de Los abuelos de la nada. Además en este disco se integró el nuevo trompetista Daniel Lozano, quien desde ese momento se convirtió en el definitivo. Es el primer álbum que editan con el respaldo de Sony Music.
La recepción de este álbum fue mucho más cálida tanto entre la prensa como en el público. Vendieron más de 250 000 copias del disco (certificación de Doble Platino en Argentina) y realizaron su primera gira fuera de su país natal, llegando a Chile y Perú. La presentación en su país fue en el Estadio Obras Sanitarias en el año 1988.
Los sencillos fueron: "El genio del dub", "Mi novia se cayó en un pozo ciego", "Yo no me sentaría en tu mesa" y "Yo te avisé!!".

### El ritmo mundial,El satánico Dr. Cadillacy la crisis argentina y de la banda (1988-1989)
En el año 1988 lanzan su tercer disco: El ritmo mundial, grabado en los Estudios Panda, que continúa la tendencia experimental y ampliatoria de estilos, ritmos y géneros musicales hacia géneros más comerciales. Además de un cover de "Revolution Rock" de The Clash y un dueto con la cubana Celia Cruz en el tema "Vasos vacíos", en cual se convirtió en uno de sus temas más reconocidos.
Con este disco lograron vender 300 000 unidades. La gira promocional se vio afectada por la crisis hiperinflacionaria de 1989 y consistió en solo 40 shows. A pesar de ello, Los Fabulosos Cadillacs se presentaron en el Estadio Obras Sanitarias y Centroamérica con gran éxito. Luego de la presentación, cesaron de tantas actuaciones y se dedicaron al siguiente álbum.
En 1989 comienza un período de baja creatividad. La crisis se reflejó en las ventas y en la calidad de producción de lo que sería El satánico Dr. Cadillac el cuarto LP de la banda. Se destacan cuatro canciones: "El satánico Dr. Cadillac", "Contrabando de amor", "El sonido joven de América" y la versión a la banda The Specials en "Rudy (Un mensaje para vos)" (a su vez, versión al jamaiquino Dandy Livingstone). La primera de ellas es un clásico de la banda y una de las favoritas del público. A pesar de esto, la agrupación piensa que es su peor trabajo, con mala calidad de letras y música. La canción homónima está dedicada al mánager de los Cadillacs hasta la grabación de este disco, Alejandro Taranto:

Nuestro mánager de aquel momento decía, después de nuestro segundo disco que había pegado mucho ‘Che, parece que no está funcionando, no suena el teléfono como antes, muchachos’. Y nosotros pensando ‘¿qué hacemos...?’, con una preocupación de verdad por lo que decía un salame que no tenía idea de nada. Ahí se nota que creíamos todo, aunque tampoco éramos nenes que decíamos ‘ah, bueno, hagamos un disco’. Era ‘andá a la concha de tu madre’, pero quedarte pensando. Haber echado a ese mánager, fue nuestra primera decisión de ser profesionales.
Vicentico

### La llegada a los Estados Unidos,Volumen 5ySopa de caracol(1990-1991)
En 1990 se edita Volumen 5, que les otorgó a los Cadillacs el acceso a la expansión de su música a los Estados Unidos a través de su nuevo productor Tommy Cookman. El título alude a que es su quinto trabajo y así reivindicarse luego de lo que sintieron como un fracaso en su trabajo inmediatamente anterior.
Se extraen varios sencillos: "Demasiada presión" (la canción más conocida del álbum y más aclamada por los fanes en los shows), "Los olvidados", "Radio Kriminal" (un reggae que roza el punk) y "Caballo de madera". Esta última y "Tanto como un dios" fueron dedicadas a Luciano Giugno, que había dejado la banda para lanzarse como solista, lo que los Cadillacs sintieron como una gran pérdida.

Lo que yo pienso de este disco es que apuntamos a lo más alto y nos salió algo muy groso. Quizás antes no apuntábamos al diez, sino al ocho. Sabíamos que había cosas que podían estar mucho mejor. En cambio con este disco apuntamos a que todo fuera redondo. El pensamiento tiene que ser ‘quiero ser lo más alto de todo’. O ni siquiera como pensamiento, porque lo hicimos sin pensarlo. Más bien fue como actitud.
Vicentico

En 1991, y por la poca satisfacción de ventas y un periodo de déficit creativo, editan un compilado titulado Sopa de caracol. Solo contiene un tema nuevo, que le da el título y que es una versión de la banda hondureña Banda Blanca. Contiene además una nueva versión de "El genio del Dub", un megamix ("Megamix LFC") y un remix de "Demasiada Presión".
A fines del año 1991, la banda sufre cambios en su integración. Naco Goldfinger sale de banda al igual que Luciano Jr., quien ya se había lanzado a solista, ingresando dos nuevos miembros: Fernando Albareda y Gerardo Rotblat.

### Vuelta al éxito:El Leóny "Matador" (1992-1994)
En mayo de 1992 sale a la venta El León. La placa combina todos los géneros practicados por los Cadillacs (salsa, calipso, reggae, ska) y se convirtió en un álbum esencial tanto en la historia de la banda como en la historia del rock argentino. La revista Rolling Stone (Argentina) lo nombró el N° 21 entre los más importantes del rock argentino. Según Vicentico es el mejor disco que han realizado.
Su edición en CD contiene 15 temas, pero se realizó una edición limitada en vinilo (de alrededor de 500 copias) con solo 12, debido a limitaciones de espacio. Aunque no logró el éxito esperado en ventas, El león ofreció ocho grandes canciones y clásicos de la banda: "Carnaval toda la vida", "Manuel Santillán, el León", "Gitana", "Siguiendo la luna", "El crucero del amor", "Arde Buenos Aires", "Desapariciones" (versión del clásico de Rubén Blades), "Gallo Rojo" (dedicada al Che Guevara) y "El aguijón".
1993 es el año de la compilación Vasos vacíos, que reúne 15 versiones y reinterpretaciones de sencillos pasados y dos temas inéditos: "Matador" y "V Centenario". La primera es el mayor éxito comercial y la más reconocida canción en toda la historia de la banda, tanto por el tema en sí, como por el videoclip (ganador de variados premios, incluyendo el «Mejor videoclip latino del año» de MTV en 1994). El éxito les dio la oportunidad de grabar el primer MTV Unplugged de MTV Latinoamérica.
"Matador" aborda una temática histórica hispanoamericana: cuenta la historia de un hombre apodado «el matador» (aparentemente un guerrillero, en el video interpretado por el actor Eusebio Poncela), que aguarda en una pensión mientras la policía prepara un asalto final para matarlo. En la letra de la canción se menciona de manera muy particular y recordada al cantautor chileno Víctor Jara. "V centenario" contiene una letra que, si bien en un comienzo parece irónica, denota una postura muy crítica respecto de la celebración de los 500 años del descubrimiento de América por parte de los europeos, aunque esto implicó el exterminio de poblaciones aborígenes del continente.

«V Centenario está dedicado a los 500 años de la conquista de América, pero negándola. Es algo que de alguna manera ya pasó, pero a nosotros nos sigue pegando. Y lo loco es que la gente no se hace cargo de esas cosas. Acá vinieron, mataron a todo el mundo -sigue sucediendo de otras maneras- y la gente celebró como si fuera una fiesta. Quisimos fijar nuestra posición».

Vendieron más de 300 000 copias de esta placa y lograron la consagración en el ámbito de Argentina, Hispanoamérica y el mundo. Grabando su primer disco en vivo titulado En vivo en Buenos Aires llenando varias veces el estadio Obras Sanitarias de la ciudad capital de Argentina.
Matador en el año 2003 fue interpretado por Ricky Martin en la segunda edición de los Premios MTV por la celebración de los 10 años de la cadena.

### Rey Azúcary consagración internacional (1995-1997)
Rey Azúcar, publicado en 1995, fue un proyecto muy ambicioso de la banda que los mantuvo en la cresta de la ola creativa y comercial que los mismos Cadillacs llamaron «la primavera de la banda». La producción estuvo a cargo de los músicos estadounidenses Tina Weymouth y Chris Frantz, exmiembros de Talking Heads y Tom Tom Club que habían producido recientemente álbumes para bandas como Happy Mondays y Ziggy Marley. El trabajo continuó la línea ska-reggae clásica de la banda con un sonido más internacional y con letras de fuerte contenido político. A través de Frantz y Weymouth consiguen que Debbie Harry, ex vocalista de Blondie, aporte voces a la versión de "Strawberry Fields Forever" de The Beatles y "Estrella de mar".
Para su promoción editan tres exitosos sencillos: "Mal bicho", "Strawberry Fields Forever" y "Las venas abiertas de América Latina". La gira de presentación incluyó recitales en América Latina y del Norte y Europa, itinerario que no era común para las bandas argentinas de la época. En esta gira comparten escenarios con bandas de la talla de The Sex Pistols, Cypress Hill y Red Hot Chilli Peppers y son invitados a cerrar el Saint Gallen Festival. En 1995 también ganan el Diploma de Mérito en los Premios Konex como uno de los cinco mejores grupos de rock de la década 1985-1995 en la Argentina y Rey Azúcar supera la marca de Platino en Argentina con 60 mil copias vendidas. 
El reconocimiento internacional les trajo nuevas oportunidades e invitaciones. En 1996 graban "Charlie Don't Surf" para un disco homenaje a The Clash y una versión de "What's New Pussycat?" de Tom Jones junto a la banda de ska norteamericana Fishbone. Ese mismo año salió de la banda el guitarrista y fundador Aníbal «Vaino» Rigozzi, que sin embargo permanece como mánager. Su reemplazo fue Ariel Minimal, que influiría en el sonido del siguiente disco.
Ya en 1997, los Cadillacs preparan y editan el disco Fabulosos calavera, un trabajo experimental que se destaca por su sonido más orientado al jazz y el tango y algunas resonancias hardcore. Rubén Blades aporta voces en "Hoy lloré canción" y Mimí Maura en "Calaveras y diablitos". Además de estas dos, los otros cortes del álbum fueron "Surfer Calavera", "Sábato" (homenaje al escritor Ernesto Sabato, basada en Sobre héroes y tumbas) y "Piazzolla". Al terminar la grabación se produce la marcha de Sergio Rotman, quien años después regresaría a la banda. Su salida, sumada a las de Rigozzi, llevaron a la banda a plantearse la idea de cambiar el nombre  por el de Fabulosos Calavera. 
A pesar de su tono experimental, Fabulosos calavera tuvo gran éxito comercial y crítico, obteniendo un Premio Gardel y un Grammy al "Mejor Disco Latino" en 1998. En este tiempo editan nueva recopilación de éxitos titulada 20 grandes éxitos, que incluye algunas versiones inéditas de canciones, como un dueto con Babasónicos en "Mal bicho".

### La marcha del golazo solitarioy camino a la disolución (1999-2001)
En 1999 los Fabulosos Cadillacs lanzan lo que sería su último trabajo en estudio por una década: La marcha del golazo solitario. En este disco equilibran la experimentalidad del trabajo anterior con algunas canciones más estándar y comerciales. mezclan canciones con destino de «hit» con la veta de experimentación de su anterior disco. Entre sus sencillos se destacan "La vida", "Los condenaditos", "C.J." y sobre todo "Vos sabés". Comienzan una nueva gira hispanoamericana que va desde Chile a Norteamérica. En Argentina se presentan dos veces en el estadio Luna Park.
En septiembre del año 2000 los Cadillacs festejan sus 15 años con una pequeña agenda de conciertos en Argentina, México y Chile. De los recitales en Buenos Aires surge los álbumes en vivo Hola y Chau. El DVD fue lanzado recién en 2006, incluyendo una grabación producida por Cuatro Cabezas y lanzada bajo el sello discográfico de Sony-BMG.
En el 2001, los Cadillacs decidieron realizar una serie de 6 presentaciones, los días 17, 18, 19, 24, 25 y 26 de agosto en el Teatro Astral de la ciudad de Buenos Aires bajo el nombre de "Loco, miedo Loco". En esta presentación realizaron versiones de varias canciones, como "Sucio y desprolijo" de Pappo, "Sus ojos se cerraron" de Carlos Gardel y Alfredo Le Pera y "El cantante", escrita por Rubén Blades para Héctor Lavoe, y que más tarde fue popularizada en Argentina por Andrés Calamaro. En este tiempo la alineación de miembros fue muy inestable: a la salida del trompetista Daniel Lozano (miembro desde 1987) se sumó el despido de Fernando Albareda y luego la salida de Mario Siperman, tecladista y fundador de la banda.

### Separación y años en suspenso (2002-2008)
En el año 2002 los rumores de la separación de los Cadillacs se incrementaron ante la emigración de Flavio Cianciarulo a Monterrey, México, y con la preparación de discos solistas de algunos de sus integrantes, notoriamente de Vicentico, quien comenzaría una exitosa carrera solista. El 14 de mayo en el Acapulco Fest 2002 se realizó la última presentación de Los Fabulosos Cadillacs.
Una vez confirmada la disolución, Vicentico publica su exitoso disco homónimo Vicentico (2002), Cianciarulo crea la banda Flavio y la Mandinga, con la cual edita seis álbumes, además de escribir varios libros. Ariel Minimal se dedica de llenó a su banda Pez, Sergio Rotman a Cienfuegos y Mimi Maura junto a Fernando Ricciardi (también de Cienfuegos) y Gerardo Rotblat. Otros miembros ya tenían proyectos paralelos desde antes. Fernando Albareda, en 1999, juntos a otros viejos Cadillacs de instrumentos de vientos crean La Cornetita. Años después de su salida de la banda, el trompetista se sumó a la banda Peperina en Llamas. Mario Siperman y Daniel Lozano hacen un soundtrack de una película llamada Tesoro mío (2000), logrando una moderada fama underground. Gerardo Rotblat, participó en varios proyectos, incluso en Los Auténticos Decadentes, para luego, formar la Orquesta Jabalí en 2005, año en el que editan su primer disco Salta y vuela. En 2010 Sergio Rotman comienza otros dos proyectos. Uno de ellos, Los Sedantes, junto a su esposa Mimí Maura y Gamexane (Todos Tus Muertos). El otro, El Siempreterno, lo forma con Fernando Ricciardi y Ariel Minimal, con un sonido que remite a Cienfuegos.
En mayo de 2006, la banda (sin Minimal) se reúne para grabar "La parte de adelante", una versión homenaje en el disco Calamaro querido! Cantando al Salmón, dedicado a Andrés Calamaro, cantautor y ex-productor de la banda. Esto comienza a sugerir una futura reunión de la banda. Vicentico, por su parte, interpreta "Para no olvidar", incluida en el segundo disco de la colección.
En 2007 Cianciarulo comienza el "Akustic-Loko de Fabulosos Amigos" en su programa de radio (Sonidero FM, por Radio Atomika), al cual asisten Vicentico, Rotman, Ricciardi, Luciano Jr. y Hugo Lobo como invitado especial. Tocan 17 temas en versión acústica logrando una gran popularidad y sintonía.
El 29 de marzo de 2008, fallece quien fuera percusionista de Los Fabulosos Cadillacs durante 11 años, Gerardo "Toto" Rotblat, a causa de un edema pulmonar. Sus restos fueron sepultados en el panteón de la Sociedad Argentina de Autores y Compositores en el Cementerio de Chacarita, en Buenos Aires, Argentina. A partir de la reunión, la banda lo recordará en todos los recitales y le dedicaron "Nosotros egoístas" de La luz del ritmo (escrita por Flavio Cianciarulo).

### Reunión (2008-2015)
Aunque oficialmente los Cadillacs nunca se separaron, luego de 6 años confirmaron oficialmente su regreso. Esta vuelta a los escenarios fue publicitada con la frase "Yo te avisé!!", haciendo referencia a ese disco. Para este regreso, lanzaron un nuevo disco titulado La luz del ritmo. El primer sencillo fue "Padre Nuestro", que tiene una versión de cumbia villera junto a Pablo Lescano, de Damas Gratis. Los siguientes cortes fueron "La luz del ritmo" y "El fin del amor".
Rápidamente comenzaron la producción de su sucesor, que aunque iba a titularse El ritmo de la luz, salió como El arte de la elegancia (2009). La portada es obra de Marta Minujín, una importante artista plástica argentina.

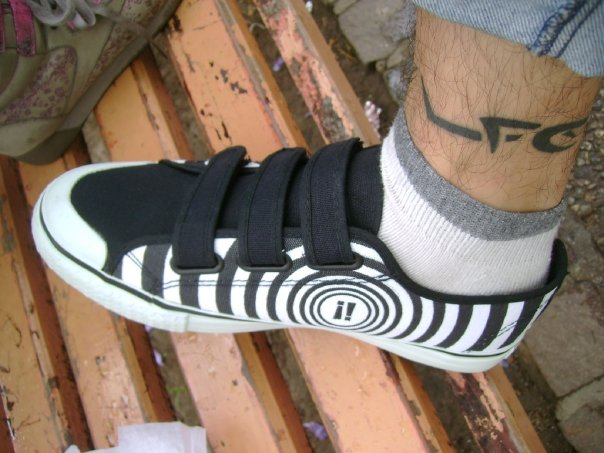
Fanático con zapatillas de Los Fabulosos Cadillacs.

Paralelamente remasterizaron todos los discos. Su regreso también fue impulsado por una fuerte publicidad apoyada por grandes empresas como Sony Ericsson y Personal a través de diversos medios: televisión, carteles en las calles, productos de marketing. Pero la más fuerte fue por internet con la creación de páginas oficiales en redes sociales: MySpace, Last.fm, Facebook, Flickr, YouTube, Fotolog y Tublip. 

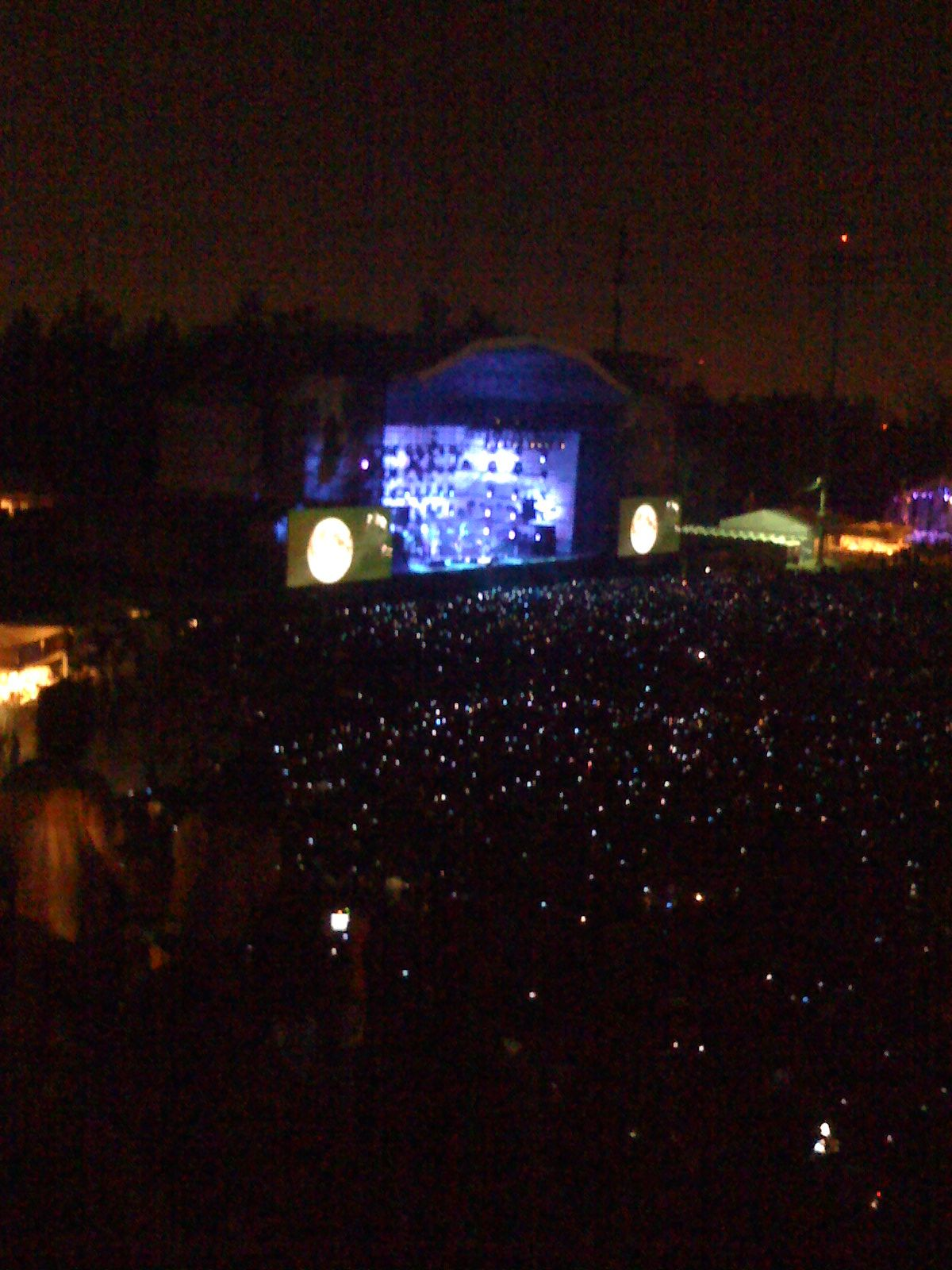
Escenario de los Cadillacs en la presentación en el D.F. en México.

A fines de 2008 comienzan la gira Satánico Pop Tour, que arranca con un concierto ante 100 mil personas en la Ciudad de México el 5 de noviembre de 2008. Luego de recorrer otras ciudades de México, siguió Lima, para luego volver a Argentina con una serie de conciertos en algunas ciudades del país. El sábado 6 de diciembre tocaron en Córdoba, y así se marcó el final de la primera etapa de la gira.
La segunda etapa comenzó el 28 de enero de 2009 en Mar del Plata, Argentina, y fue más extensa. Contó con fechas en Norteamérica y más países de Sudamérica y Centroamérica, como Colombia, Bolivia, Costa Rica, Chile, Perú y México (cuyas presentaciones fueron pospuestas debido al brote de la gripe AH1N1). A partir de entonces mantienen un ritmo regular de presentaciones en vivo por su cuenta y en festivales de alto perfil como el Vive Latino. En 2015 realizaron una gira para conmemorar el 30 aniversario de la banda.

### La salvación de Solo y Juany actualidad (2016-presente)
En 2016 editan La salvación de Solo y Juan, un nuevo trabajo conceptual. Sus cortes de difusión fueron "El fantasma", "La tormenta", "Navidad", y "No era para vos". La grabación contó con la participación de Héctor Castillo, reconocido productor e ingeniero venezolano que trabajó con Gustavo Cerati. También participaron los hijos de Vicentico (Florián) y Flavio (Astor), estos ya como miembros estables de la banda. La presentación fue en el Estadio Luna Park y seguido por una nueva gira internacional que abarca América Latina, Estados Unidos y Europa. Estaban programados en el line up de Lollapalooza Argentina 2020, festival que fue suspendido por el comienzo de la pandemia de COVID-19. En 2023, tocaron en el Coachella Festival y en la Plaza de la Constitución de la Ciudad de México con un record de 300.000 personas.

## Estilo musical, líricas e influencias
El estilo de la banda incluye principalmente ska pero también reggae, rocksteady, folk rock mambo, salsa, samba, dub, tango y cumbia. Tenían como influencias más fuertes a las bandas del revival del ska en Inglaterra, tales como Madness, The Specials y The Selecter. Además han hecho varias versiones de bandas como The Clash, Dandy Livingstone, The Rolling Stones, Banda Blanca, The Beatles, Carlos Gardel, Héctor Lavoe, Rubén Blades, Celia Cruz,  Pappo, Ian Dury and the Blockheads, XTC, Tom Jones y Curtis Mayfield. En sus letras toman fuertes posiciones políticas de izquierda y hacen referencia a obras de escritores como Ernesto Sabato y Eduardo Galeano. Rey Azúcar, tanto el nombre del álbum como la canción "Las venas abiertas de América Latina" son una clara referencia al célebre libro del ensayista uruguayo.

## Ideología política
El grupo ha tomado en numerosas ocasiones posiciones políticas de izquierda o centro-izquierda con un sentido latinoamericanista e indigenista.
La canción «Gallo rojo» está dedicada al guerrillero Che Guevara. «Matador» cuenta un relato contra las dictaduras militares sudamericanas. En la letra de la canción se menciona de manera muy particular al cantautor chileno Víctor Jara. "V centenario" sigue la misma línea.

## Discografía
Álbumes de estudio
- Bares y fondas (1986)
- Yo te avisé!! (1987)
- El ritmo mundial (1988)
- El satánico Dr. Cadillac (1989)
- Volumen 5 (1990)
- El león (1992)
- Rey azúcar (1995)
- Fabulosos Calavera (1997)
- La marcha del golazo solitario (1999)
- La luz del ritmo (2008)
- El arte de la elegancia (2009)
- La salvación de Solo y Juan (2016)

## Miembros

### Miembros actuales
- Vicentico: vocalista principal (1985-presente), guitarra y piano ocasionalmente
- Flavio Cianciarulo: bajo y segunda voz (1985-presente), guitarra rítmica (2015-presente)
- Fernando Ricciardi: batería (1985-presente), percusión (1989-1991)
- Mario Siperman: teclados (1985-presente)
- Daniel Lozano: trompeta (1987-presente)
- Sergio Rotman: saxofón y coros (1985-1997, 2008-presente)
- Astor Cianciarulo: batería y bajo (2015-presente)
- Florián Fernández Capello: guitarra principal (2015-presente)

### Antiguos miembros
- Aníbal Rigozzi: guitarras (1985-1996)
- Gerardo Rotblat: percusión (1991-2002) †
- Fernando Albareda: trombón (1991-2002)
- Ariel Minimal: guitarras (1997-2002)
- Sergei Itzcowick: trompeta (1985-1986)
- Luciano Giugno: percusión (1985-1989)
- Naco Goldfinger: saxofón (1985-1991)

## Reconocimientos, premios y nominaciones
En 2009 Los Fabulosos Cadillacs son nominados a cinco Premios Gardel.
Las categorías son: "Mejor álbum grupo de rock" por "La luz del ritmo", "Mejor videoclip" por "Padre nuestro", "Mejor colección de catálogo", por la remasterización de todos sus discos en el año 2008, "Canción del año", igualmente por Padre Nuestro y "Álbum del año" también por "La luz del ritmo". La banda no ganó ningún premio de los nominados, pero recibió el premio "Personalidad del año", premio anteriormente ganado por Diego Torres, León Gieco, Gustavo Santaolalla, Andrés Calamaro y Soda Stereo.
| Premiación                | Categoría                                   | Trabajo                                         | Año  | Resultado |
| ------------------------- | ------------------------------------------- | ----------------------------------------------- | ---- | --------- |
| MTV Video Music Awards    | Video de la Gente                           | "Matador"                                       | 1994 | Ganadores |
| MTV Video Music Awards    | Video de la Gente                           | "Mal Bicho"                                     | 1996 | Nominados |
| MTV Video Music Awards    | Video de la Gente Sur                       | "Calaveras y Diablitos"                         | 1998 | Nominados |
| MTV Video Music Awards    | Video de la Gente Sur                       | "La Vida"                                       | 2000 | Ganadores |
| Premios Grammy            | Mejor Interpretación Rock/Alternativa       | Fabulosos Calavera                              | 1997 | Ganadores |
| Premios Grammy            | Mejor Interpretación Rock/Alternativa       | La marcha del golazo solitario                  | 1999 | Nominados |
| Premios Grammy            | Mejor Interpretación Rock/Alternativa       | La luz del ritmo                                | 2009 | Nominados |
| Premios Grammy Latinos    | Mejor Interpretación Vocal Rock Dúo o Grupo | "La vida"                                       | 2000 | Nominados |
| Premios Grammy Latinos    | Mejor Álbum de Rock                         | La salvación de Solo y Juan                     | 2016 | Ganadores |
| Premios Grammy Latinos    | Mejor Canción de Rock                       | "La tormenta"                                   | 2016 | Ganadores |
| Premios MTV Latinoamérica | MTV Leyenda                                 | Ellos mismos                                    | 2008 | Ganadores |
| Premios MTV Latinoamérica | Mejor Artista Rock                          | Ellos mismos                                    | 2009 | Nominados |
| Premios MTV Latinoamérica | Mejor Artista Sur                           | Ellos mismos                                    | 2009 | Nominados |
| Premios Carlos Gardel     | Mejor álbum grupo de rock                   | En Vivo en The Theater at Madison Square Garden | 2018 | Nominados |
| Premios Carlos Gardel     | Mejor DVD                                   | En Vivo en The Theater at Madison Square Garden | 2018 | Ganadores |

Cuatro de sus álbumes han sido incluidos en la lista de los 250 álbumes más influyentes del rock iberoamericano por la revista Al Borde (que incluyen realmente diversos géneros musicales y no solo rock and roll): La Marcha del Golazo Solitario, Rey azúcar, Fabulosos Calavera y Vasos vacíos. También su álbum El León está en la posición número 21 del ranking Los 100 mejores discos del rock nacional de la revista Rolling Stone argentina.
En 1994 el videoclip de la canción "Matador" (la cual es la segunda parte de la canción de Manuel Santillán, "El León") recibió el primer premio Video de la gente por la cadena MTV Latinoamérica y en el año 2000 recibió este premio el video de la canción "La vida" por MTV Latinoamérica sur. Además este tema ha salido dos veces en la primera posición de los rankings hechos por MTV Latinoamérica, el primero en la celebración de los 10 años de la cadena y después en la celebración de los 15 y logró el segundo puesto en el ranking de Los 100 videos más MTV. En el año 2008 recibieron el Premio Leyenda de la cadena MTV Latinoamérica.